# Emilio Carrere
Emilio Carrere Moreno (Madrid, 18 de diciembre de 1881-Madrid, 30 de abril de 1947) fue un poeta, periodista y narrador español, perteneciente a la corriente poética del decadentismo modernista.

## Biografía
Nació en Madrid el 18 de diciembre de 1881, hijo de Eloísa Carrere Moreno, madre soltera de veintinueve años que murió al mes de dar a luz, y Senén Canido Pardo. El padre, un abogado con ambiciones políticas, se desentendió de él, quizá para evitar complicaciones en su carrera. No obstante, cuando murió legó la mayor parte de su biblioteca a su hijo natural, así como una importante suma de dinero. Huérfano de madre al mes de nacer, fue confiado a su abuela, con la que permaneció hasta que el padre, más tarde, cambió de idea y quiso llevarlo consigo. 
Su primera vocación fue la pintura; después se interesó por el teatro, lo que le llevó a inscribirse en la escuela de declamación del Centro Instructivo Obrero, donde se impartían clases a los pobres. En la escuela se aficionó al billar, donde conoció al compositor de zarzuela Federico Chueca. Su abuela cayó enferma y su padre socorrió a la familia colocando a Carrere como empleado en el Tribunal de Cuentas. Este gesto suavizó las relaciones entre ambos.
Carrere publicó sus primeros versos en los semanarios La Avispa y La Chispa y frecuentó las tertulias literarias. Hizo amistad con el pintor Julio Romero de Torres. En 1902 publicó su primer libro, Románticas, poemario de tono becqueriano. Bajo la influencia de los poetas malditos franceses (en especial, Verlaine, cuyos Poemas saturnianos tradujo y publicó en 1928), se sintió fascinado por la vida bohemia. 
En una cachupinada, conoció a la que sería su futura esposa, Milagro Sáenz de Miera, con la que se casó en 1906. En ese mismo año, su amistad con el librero y editor Gregorio Pueyo le llevó a preparar una antología de poesía modernista, que se publicó con el título de La corte de los poetas, florilegio de rimas modernas, y en cuyo prólogo defiende con pasión la nueva estética y a su mentor, Rubén Darío. De 1908 es el poema que le daría una inusitada popularidad, "La musa del arroyo", incluido en su segunda colección de versos, El caballero de la muerte, y en el que plasmó su concepción bohemia y decadente de la vida. En 1907 comenzó a publicar en revistas novelas cortas sobre el inframundo madrileño de la época: La cofradía de la pirueta, La tristeza del burdel, La conquista de la Puerta del Sol, Un hombre terrible. En algunas de ellas se hace evidente su afición a la teosofía, que le lleva a amistar con Mario Roso de Luna: El destino payaso, El sexto sentido, Un crimen inverosímil. 

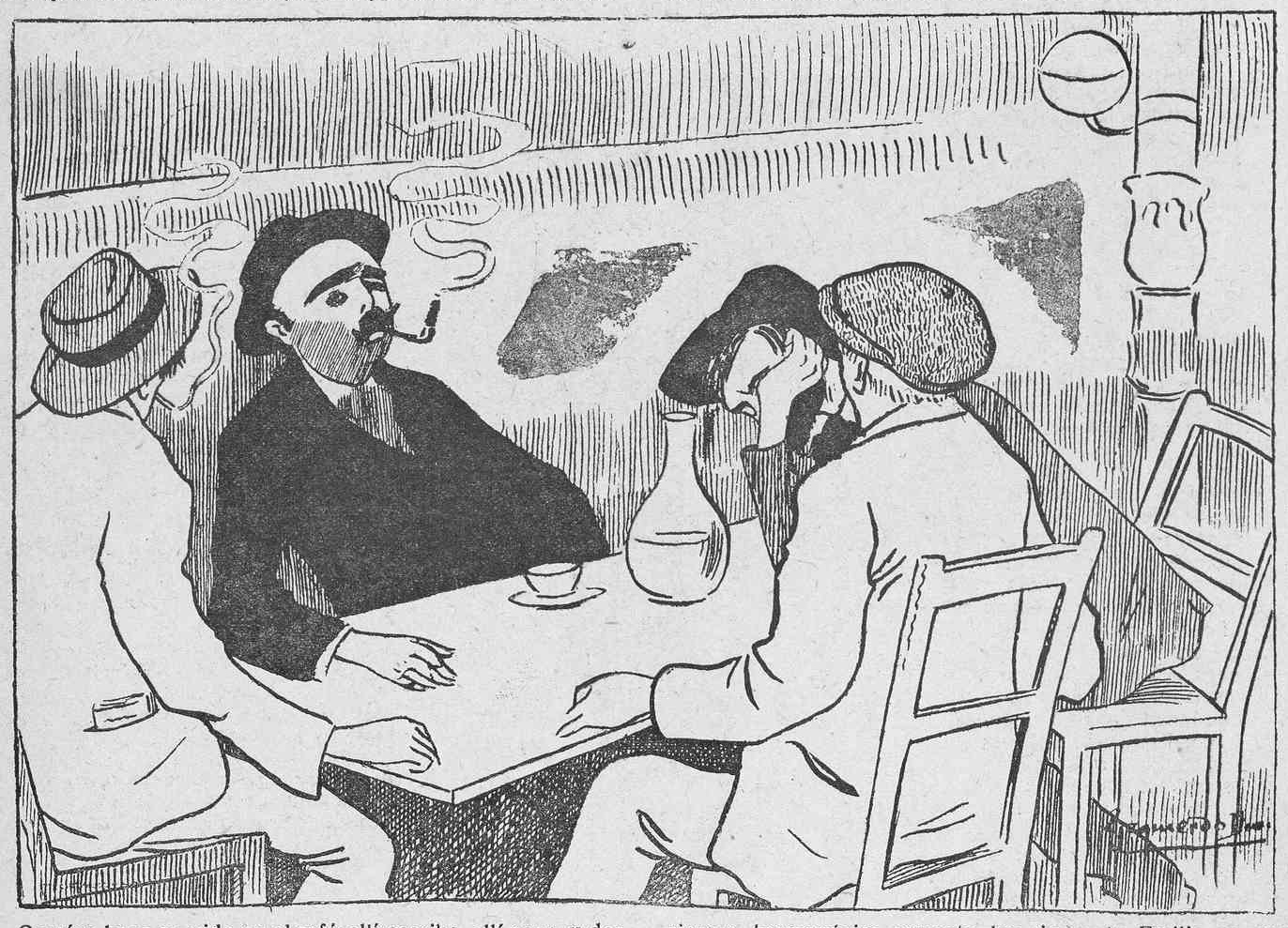
Carrere en una "tertulia literaria" (Madrid Cómico, 1911)

Acompañado por otros bohemios, como Pedro Barrantes, Alejandro Sawa, Ciro Bayo y Pedro Luis de Gálvez llevó la tópica vida desordenada nocturna. Entre 1910 y 1912 colaboró en Vida Socialista, llevado quizá por su simpatía por los oprimidos. Entre 1919 y 1922 se publicaron sus Obras completas. En 1922 apareció El sacrificio, una novela ambientada en las guerras de Marruecos. Poeta muy popular, la afición al juego y el despilfarro le forzó a buscar una fuente de ingresos suplementaria en el teatro. No obstante, su economía no se estabilizó hasta 1929, año en que murió su padre dejándole una sustanciosa herencia —que tampoco sabría administrar. Se mudó a un piso de lujo en la calle de Rosales y se compró un automóvil. Por entonces, se había vuelto monárquico y antirrepublicano. Entre 1935 y 1936 colaboró en Informaciones, una publicación de corte conservador financiada por el banquero Juan March. Tras la Guerra Civil, trabajó en el diario Madrid, donde publicó poemas loando el desfile de la Victoria y el golpe de Estado del 18 de julio de 1936, adquiriendo de nuevo cierta notoriedad. Rocambolescamente afecto al régimen franquista, murió el 30 de abril de 1947. Como otros autores que se significaron a favor de la dictadura, su obra cayó luego en el olvido, siendo redescubierta en los últimos años del siglo XX, coincidiendo con un interés renovado por la bohemia y la literatura fantástica. Tanto su novela La torre de los siete jorobados (1924) como su adaptación cinematográfica se consideran clásicos de este género.
Fue nombrado cronista oficial de la villa de Madrid el 11 de noviembre de 1943.

## Obras

### Poesía
- Románticas (1902)
- El caballero de la muerte (1909)
- Del amor, del dolor y del misterio (1915)
- Dietario sentimental (1916)
- Nocturnos de otoño (1920)[7]
- Los ojos de los fantasmas (1920, segunda edición, Buenos Aires, 1924)[7]
- La canción de las horas (1923)[7]
- El otoño dorado (1924)[7]
- Ruta emocional de Madrid (1935)

### Prosa
- La cofradía de la pirueta (1912)
- Rosas de meretricio (1917)
- La copa de Verlaine (1918)
- Aventuras extraordinarias de Garcín de Tudela (1919)
- La torre de los siete jorobados (1920), llevada al cine en 1944 por Edgar Neville
- El sacrificio (1922)
- La Amazona (1923)[8]
- La cortesana de las cruces (1925)[9]
- El crimen del sátiro (1925)
- La calavera de Atahualpa (1934)